# Dicya dicaea
Dicya dicaea is een vlinder uit de familie van de Lycaenidae. De wetenschappelijke naam van de soort werd als Thecla dicaea in 1874 gepubliceerd door William Chapman Hewitson.

## Synoniemen
- Thecla farmina Schaus, 1902
- Thecla elegans Lathy, 1936